# Тілден Тауншип (округ Беркс, Пенсільванія)
Тілден Тауншип (англ. Tilden Township) — селище (англ. township) в США, в окрузі Беркс штату Пенсільванія. Населення — 3603 особи (2020).

## Демографія
Згідно з переписом 2010 року, у селищі мешкало 3597 осіб у 1336 домогосподарствах у складі 967 родин. Було 1424 помешкання
Расовий склад населення:
| - 96,7 % — білих - 0,8 % — чорних або афроамериканців - 0,3 % — вихідців з тихоокеанських островів - 0,3 % — азіатів - 0,1 % — корінних американців - 1,1 % — осіб інших рас |

До двох чи більше рас належало 0,8 %. Частка іспаномовних становила 4,0 % від усіх жителів.
За віковим діапазоном населення розподілялося таким чином: 21,1 % — особи молодші 18 років, 62,2 % — особи у віці 18—64 років, 16,7 % — особи у віці 65 років та старші. Медіана віку мешканця становила 44,5 року. На 100 осіб жіночої статі у селищі припадало 96,8 чоловіків;  на 100 жінок у віці від 18 років та старших — 96,1 чоловіків також старших 18 років.
Середній дохід на одне домашнє господарство  становив 67 554 долари США (медіана — 54 671), а середній дохід на одну сім'ю — 76 453 долари (медіана — 66 304). Медіана доходів становила 46 898 доларів для чоловіків та 37 054 долари для жінок. За межею бідності перебувало 21,0 % осіб, у тому числі 45,6 % дітей у віці до 18 років та 12,3 % осіб у віці 65 років та старших.
Цивільне працевлаштоване населення становило 1641 особа. Основні галузі зайнятості: освіта, охорона здоров'я та соціальна допомога — 18,2 %, роздрібна торгівля — 15,8 %, будівництво — 14,5 %.